# Теория «двух тел короля»
Теория «двух тел короля» — это концепция в медиевистике, описывающая феномен власти в западноевропейском Средневековье. Названа в соответствии с одноимённой работой историка и культуролога Эрнста Канторовича.

## Суть теории
Опираясь на источники британского права и средневековые произведения искусства, Канторович исследует природу юридической фикции о двух телах короля в Англии эпохи Тюдоров. В этих документах в зависимости от ситуации (вопросы землевладения, восстания против королевской власти и т. д.) король понимается в двух разных смыслах: как смертный человек и как сакральное политическое тело, обладающее способностью властвовать именно благодаря своему особому статусу. Король с юридической точки зрения выступает в роли корпорации, сосредоточенной в одном человеке («corporation sole»).
Английские легисты уже на рубеже XVI в. выразили это многозначное положение в символической концепции «двух тел короля»: «у короля есть… два тела. Одно из них естественное, как у всех прочих людей. Над ним властны страсть и смерть. Другое тело — политическое, членами которого являются его подданные, и он вместе с ними образует единый корпус: он — голова, они — члены, и у него одного есть власть ими управлять. Над этим телом не властны страсть и смерть — что касается этого тела, король не умирает».
Смысл концепции «двух тел» передан в максиме «Король умер, да здравствует король!», произносимой по традиции при погребении умершего монарха и символизирующей непрерывность монархической власти.
Политическое тело короля, в отличие от биологического, неподвластно болезни, старости и смерти. К нему неприменимы категории несовершеннолетия и немощности. Тем не менее, биологическое тело короля необязательно обладает такой же значимостью и неприкосновенностью: казнь Карла I Стюарта объясняется именно тем, что казнят биологическое тело, не облеченное сакральной властью; «казнь короля ради блага короля»: «казнь короля стала символическим актом отделения сакрального тела суверена от его физического тела. В 1649 г., когда Палата общин казнила природное тело короля, она же унаследовала его „политическое тело“». Политическое тело короля, таким образом — это искусственная сущность, для подтверждения значимости которой проводятся демонстративные ритуалы и церемонии.
«Вечность главы королевства и понятие о rex qui nunquam moritur — „короле, который не умирает никогда“, — зависели главным образом от взаимодействия трех факторов: непрерывности Династии, корпоративного характера Короны и бессмертия королевского Достоинства. Эти три фактора причудливо соединялись с бесконечной чередой природных тел королей, с постоянством сохранения политического тела, представленного главой вместе с членами, и с бессмертием сана, то есть главы самой по себе».

## Создание теории
Основные положения концепции (в одноимённой книге) были сформулированы после переезда Канторовича в Америку, где он работал в Институте перспективных исследований (Принстонский университет). На создание теории повлияло исследование Канторовичем в начале своей академической карьеры биографии Фридриха II. В этой работе Канторович подробно описывает вступление Фридриха в Иерусалим и изменение характера восприятия его власти. Само название работы — «политическая теология» — отсылает к работе немецкого юриста и политолога Карла Шмитта, который пошел на сотрудничество с нацистским режимом.

## Роль в контексте и влияние
Теория двух тел короля созвучна положениям, выдвинутым представителями «школы анналов», в том числе Марком Блоком («Короли-чудотворцы», 1924). Идеи Канторовича легли в основу подхода современной медиевистики и культурологии к изучаемому объекту. В отличие от микроистории и истории, «политическая теология» Канторовича исследует не факты, а идеи, то есть концепции, которых не существовало объективно, однако они составляли часть общей ментальности общества в определённый исторический период.
Теория «двух тел короля» повлияла на философов и мыслителей позднейшего периода — в частности, на Фуко и Бурдье. Основные положения, выведенные Канторовичем, отражены в первой главе работы Фуко «Надзирать и наказывать».
Метафора «телесности» власти широко используется в работах ученых — существуют теории «трех тел короля», «множества тел короля» и т.д.

## Критика
Книга Канторовича была опубликована в 1957 году, но первоначально не привлекла большого внимания. Как замечает М. Бойцов, работа изобилует сносками и цитированием источников, поэтому была недоступна для понимания широкого круга читателей. Помимо обвинений в поддержке нацистского режима (в силу того, что предыдущие работы ученого были опубликованы под эгидой гитлеровского одобрения), автору также приписывалось оправдание вождизма и сакрализации харизматического лидера.
Несмотря на упреки в несистемности изложения, большинство специалистов по истории Средних веков признают значимость теории для науки.

## В массовой культуре
- По мнению Канторовича, иллюстрацию представления об «особой телесности» королевских особ представляют собой некоторые произведения Шекспира. Реплики заглавного героя «Трагедии о короле Ричарде II» отсылают к двусмысленному положению короля, подчеркивают ущербность его биологической телесности и возвышенность политической[1][8]:

«Внутри венца, который окружает 
Нам, государям, бренное чело,
Сидит на троне смерть, шутиха злая,
Глумясь над нами, над величьем нашим.
Она потешиться нам позволяет:
Сыграть роль короля, который всем
Внушает страх и убивает взглядом;
Она дает нам призрачную власть
И уверяет нас, что наша плоть —
Несокрушимая стена из меди.
Но лишь поверим ей — она булавкой
Проткнет ту стену, — и прощай, король!»